# Atentado a Carol Urzúa
El atentado a Carol Urzúa hace referencia al hecho ocurrido en la mañana del 30 de agosto de 1983, cuando el vehículo en que se trasladaba el intendente de Santiago, Carol Urzúa, fue atacado por miembros del Movimiento de Izquierda Revolucionaria (MIR) asesinándolo a él y sus escoltas en el proceso.

## Hechos
El intendente de la Región Metropolitana de Santiago, General Carol Urzúa, salió de su domicilio —ubicado en La Cordillera 6948 (posteriormente la calle fue renombrada como «Gral. Carol Urzúa»)— en su automóvil, conducido por el cabo 2° del Ejército José Aguayo Franco y acompañado por su escolta, el cabo 1° del Ejército Carlos Riveros Bequiarelli.
A poca distancia, al llegar a la Avenida Apoquindo, su automóvil fue atacado por un comando de fusileros del MIR. Algunos de ellos estaban ocultos en una camioneta Chevrolet LUV y otros en los alrededores. Estaban armados con fusiles AK-47, FN FAL y subametralladoras.
El vehículo recibió un total de 62 impactos de bala, falleciendo en el lugar el General (R) Urzúa y el Cabo 1° Riveros. El Cabo 2° Aguayo, herido, logró salir del auto y arrastrarse hasta un jardín cercano, pero una mujer del grupo mirista lo mató disparándole alrededor de 60 tiros en la espalda.

## Responsables
Días después del atentado, la Central Nacional de Informaciones (CNI) arrestó a los miristas Jorge Palma Donoso, Carlos Araneda Miranda y Hugo Marchant Moya, quienes fueron entregados a la Fiscalía Militar el 23 de septiembre de 1983. En tanto, Pamela Cordero Cordero, Elba Duarte Valle, José Aguilera Suazo y Jaime Yovanovic Prieto pidieron asilo en la Nunciatura Apostólica en enero de 1984. Yovanovic, quien siempre se declaró inocente, fue expulsado del país en 1984, volviendo a Chile en 2003.
Según el historiador Cristian Pérez, la acción habría estado a cargo de la Fuerza Central del Movimiento de Izquierda Revolucionaria, la estructura militar mirista y habría sido ejecutada como una "acción de ajusticiamiento" en respuesta a los más de 60 manifestantes asesinados por las fuerzas del Estado durante las Jornadas de Protesta Nacional de agosto de aquel año.